# Teilhet (Ariège)
Teilhet (okzitanisch Telhet) ist eine französische Gemeinde mit 162 Einwohnern (Stand 1. Januar 2022) im Département Ariège in der Region Okzitanien. Sie gehört zum Kanton Mirepoix und zum Arrondissement Pamiers. 
Sie grenzt im Norden an Saint-Félix-de-Tournegat, im Osten an Manses, im Südosten an Tourtrol, im Südwesten an Rieucros und im Westen an Vals.

## Bevölkerungsentwicklung
| Jahr                       | 1962 | 1968 | 1975 | 1982 | 1990 | 1999 | 2008 | 2016 |
| -------------------------- | ---- | ---- | ---- | ---- | ---- | ---- | ---- | ---- |
| Einwohner                  | 150  | 135  | 93   | 112  | 125  | 152  | 184  | 156  |
| Quellen: Cassini und INSEE |      |      |      |      |      |      |      |      |

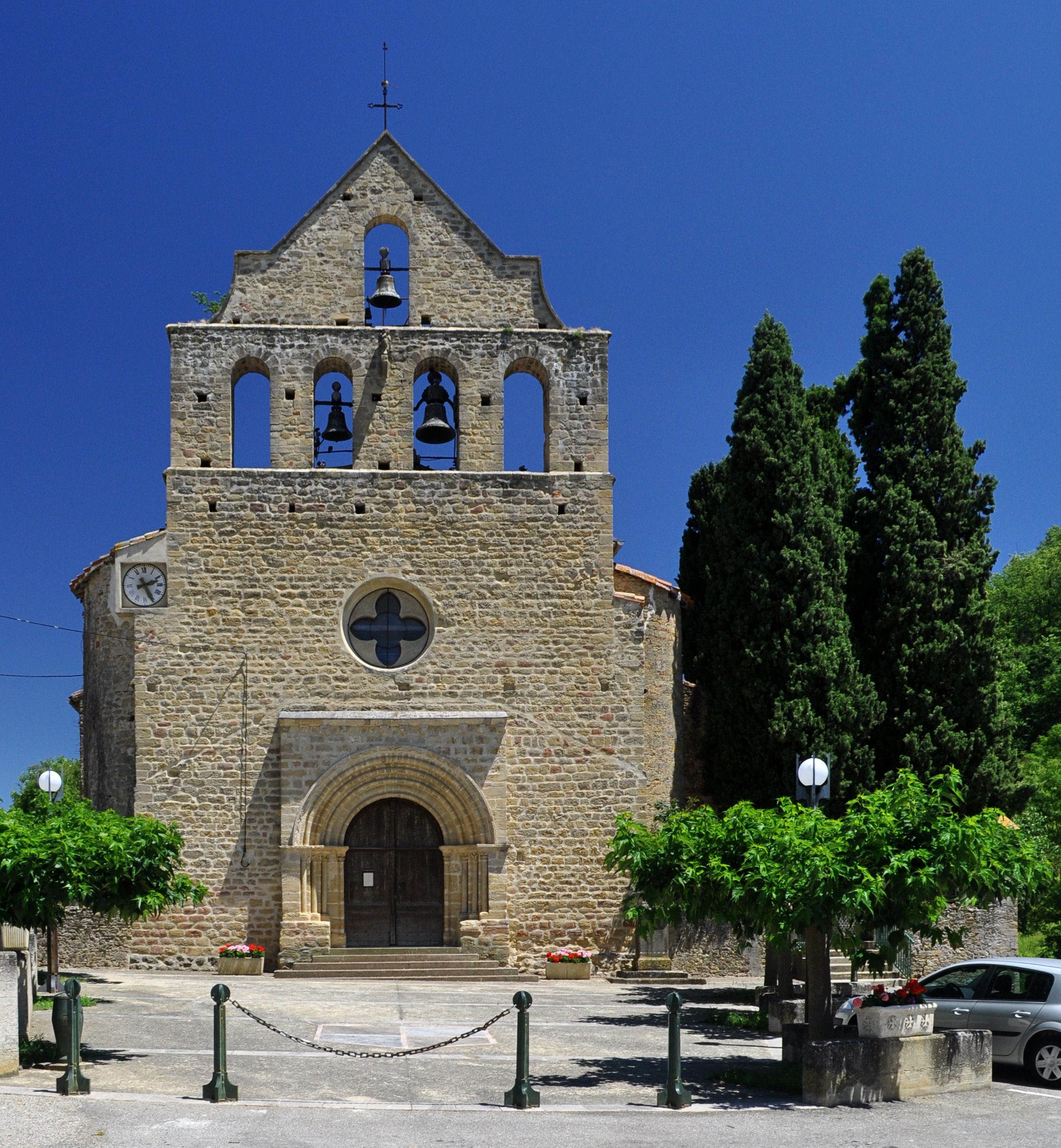
Kirche Saint-Jean-l’Évangeliste, Monument historique seit 1955
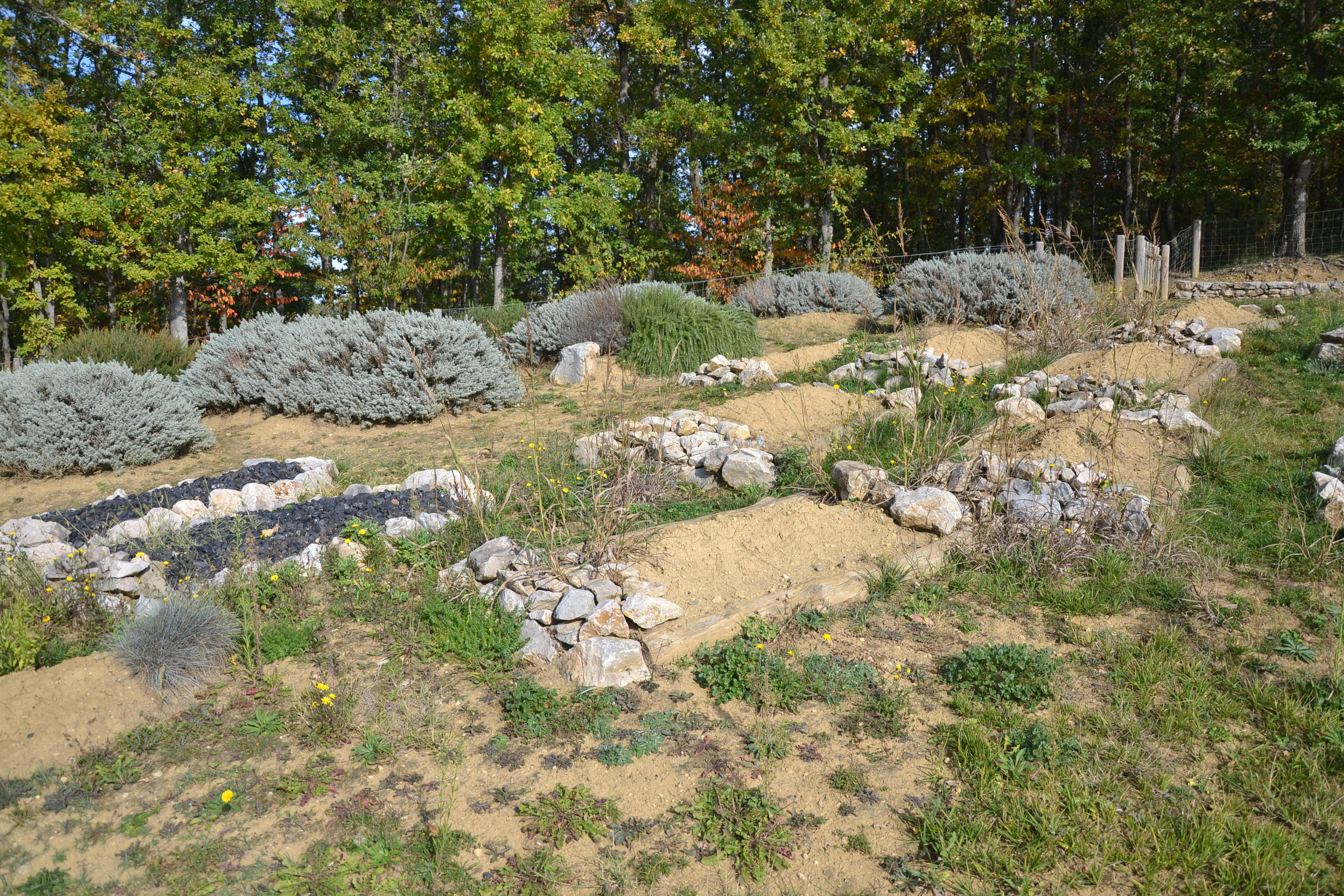
Merowingische Nekropole Tabariane